# Koppán nemzetség
A nemzetség nevének különböző változatai voltak ismertek; Catapan, Catpan, Kathpan, Kapan, Catapán, Capman, végül a 13. és a 14. századra neve már Koppán-ná alakult.

## Története
A Koppán (Katapán) nemzetséget, s annak eredetét Anonymus irta le honfoglalás történetében, mely szerint Pannónia meghódítása után Árpád Ketel "kun" vezérnek "…nagy földet adott… a Duna mellett, ott ahol a Vág folyó beletorkollik. Itt utóbb Ketel fia Alaptolma várat épített, és azt Komáromnak nevezte. Ennek a várnak a szolgálatára odaadta mind a magával hozott, mind pedig a vezértől nyert népnek a kétharmadát. Hosszú idő után ezen a helyen temették el pogány módra magát Ketelt meg fiát Tolmát."
A fenti elbeszélés forrásanyaga valószínűleg Anonymus kancelláriafőnökétől Katapán püspöktől származhatott. 
A levéltárak fennmaradt adatai szerint a Ketel fiától Alaptolmától leszármazó Katapán vagy Koppán nemzetség hagyományai azonban nem Árpád, hanem az államszervezés idejéből valók. Géza és István király idejére tehető a Tolma utódoknak és a Komárom vára és a nemzetségfők alá tartozó népek egyharmad-egyharmad részének a komáromi vár és a királyi udvar alá rendelése is.
A "kun" (kabar) Ketelnek és fiának Tolmának itteni megtelepedésükkor jelentős területei voltak a Duna északi, Komárom fölötti  és a Dunától délre eső részein is.
Tolma nyári szállásterületeinek emlékét máig őrzi a Dunától délre eső vidéken Tolma (ma Vértestolna falu neve, mely a Gerecse hegység egyik völgyében, az Almásfüzitőnél a Dunába torkolló Tatai folyó forrásvidékén, az egykori Kovácsi falu mellett fekszik.
Ismert Ketel valószínű helynévi emléke, Ketellaka is, a Dunától délre, a Bakony alján.
A Duna déli oldalán, Révkomáromtól (Komárom) kissé srégen állt a nemzetség monostora Koppán-monostor (Koppánymonostor) is. A monostor egyik alapfalát 1955-ben próbaásatással sikerült is meghatározni a Monostori sziget alsó végével egyvonalban a magaslaton.

## Birtokaik
Andrásfalva, Bök, Concó, Csanak része, Árpa része, Bábolna, Cenefölde, Ekel, Gadóc, Halász, Izsap, Kava, Konkoly, Koppánymonostor, Loval, Lögör-tó, Millértő, Ronka-Ásványtő, a három Szakállas (Lakszakállas, Túriszakállas, Apácaszakállas), Tolma, Vámos, Vék, Vöstű.
A nemzetséghez tartozók közös őse legalább a 12. század elején élhetett.
A nemzetség tagjai közül a ´12. században ketten emelkedtek nagy méltóságra:
- Katapán székesfehérvári prépost (1138) és
- Katapán egri püspök (1198–1216).

Egyikük apja egy bizonyos Merkúr volt. Nem tudjuk, melyikük építtette Révkomárommal szemben  Boldogságos Szűz tiszteletére avatott Koppán-monostort.
Az idők folyamán szétágazott nemzetségnek több fő ágát ismerjük:

## Bábolnai ág
(a mai Magyarország területén három Bábolna ill. Babunya (Tolma-Babunya) nevű hely volt: Borsod, Bihar és Komárom vármegyében.)
Tolmabábolna előnevét a Koppán nemzetség Tolma nevű ősapjáról, illetve egy arról elnevezett családtagról kapta. 
Az e ághoz tartozók nagy része Tiszabábolnán, Borsod megyében lakott. Ez ágnak egy őstől származó négy nemzedékének leszármazását ismerjük.
A Bihar megyei ágból név szerint ismertek Domonkos váradi kanonok és Gergely ispán, akinek birtokai a Bihar megyei Babonya településen (Ma Székelytelektől északkeletre eső puszta) és a Zaránd vármegyei Köbli-ben (Köbli az Arad megyei Kisjenőbe olvadt.) voltak.
Az egykori Babonya és Köbli a Katapán nemzetség Bábolnai ágához tartozó Gergely ispán birtoka, aki Domonkos váradi kanonok testvére volt. Gergely ispán birtokai voltak: 1291-ben   Köbli, 1325-ben Babonya (Babuna, Babana), ezen kívül 1300-ban szőlőt művelt Váradon, és Méhes falut kapta megőrzésre. Gergely 1319-ben már nem él, ekkor már csak özvegyét, Pál bán leányát említik, valamint leányát, ki 1325-ben Kárászi Sándor özvegye volt, és Istvánt, aki talán fia? lehetett, és aki a csanádi Semlek mester serviense volt.

## Bálvány-Szakállasi ág
A Rév-Komáromtól északnyugatra eső Bállvány-Szakállas falut ez ág Bályán nevű tagjáról nevezték el Bályán-Szakállasnak, s ebből alakult ki a Bálvány-Szakállas elnevezés a könnyebb kiejtés kedvéért.

## Ekeli vagy Ekli ág
A Komáromtól északnyugat felé eső Ekli falu volt birtokuk, ezért már 1243-ban Ekli nemzetség-nek nevezték tagjait.

## Lovadi-ág
A Koppán-monostorral szomszédos Lovad (Loal) volt ősi birtoka.

## Millértővy-ág
Gönyűvel csaknem szemben, a Kolos-Némától keletre eső Millértő faluban lakott.
A Koppán nemzetség leszármazottaiból több család alakult ki, mint a Marcelházi Posár, Harcsa, Keszeg, vasi Sydo családok, vagy például a máig is fennmaradt Konkoly-Thege család is, melynek ismert törzse Máté (de terra Konkol), kit 1242-ben tárnokká nevezett ki azon érdemeiért, hogy a tatárok ellen, kik Komáromnál a királyi sereget megverték, s az
"elveszett harcot megújítván, a királyi kincset és koronát a tatárok kezeiből kimenté", – ezért nemesi címere fölé egy koronát és egy fehér rózsát nyert.
Fent nevezett Máté-nak két fia volt: István és Barnabás
István (Tege de Konkoly) a Konkoly név mellett a Thege nevet is viseli. Az ő ágából származik Konkoly Thege Miklós (szül.: 1842, megh.: 1916 Budapest), aki a család Konkoly melletti birtokán alapította meg a híres csillagvizsgálót. Vonzották a természettudományok. Jedlik Ányos tanítványa volt, s haláláig vezette a saját maga által megalapított csillagvizsgálót, majd azt az államnak adományozta.
1273-ban élt a vasi Sydo(u) család őse a Koppán nemzetségbeli Banai Imre fia Sydou (dictus) Mihály ispán, ki az oklevelekben Bana nembeliként is szerepel. Valószínűleg a Bána nemzetség, s a belőle származó Bébi, Bánai és Pinnyegi, pókatelki Kondé, pókaföldi Szomor, újfalusi Fekete s a cseszneki és milványi báró és gróf Cseszneky család is a Koppán nemzetségből vált ki.
1328-as oklevél szerint Kozma és Dénes (Dyon de Bana) fiai osztozkodtak Banán.Győrffy:Kom.vm.)